# Chelidinae
Chelidinae is een onderfamilie van schildpadden uit de familie slangenhalsschildpadden (Chelidae). De groep wordt in de indeling van Fritz & Havaš (2007) niet meer erkend. De onderfamilie werd voor het eerst wetenschappelijk beschreven door Leopold Fitzinger in 1826.